# Đỗ Văn Bình
Đỗ Văn Bình (sinh ngày 17 tháng 11 năm 1965) là chính trị gia người Việt Nam. Ông hiện là đại biểu quốc hội Việt Nam khóa XIV nhiệm kì 2016-2021, thuộc đoàn đại biểu quốc hội thành phố Hải Phòng, Ủy viên Ủy ban Về các vấn đề xã hội của Quốc hội Việt Nam, Giám đốc Sở Lao động-Thương binh và Xã hội thành phố Hải Phòng. Ông đã trúng cử đại biểu quốc hội năm 2016 ở đơn vị bầu cử số 2, thành phố Hải Phòng (gồm có Ngô Quyền, Hải An, Dương Kinh, An Dương, Kiến Thụy) với tỉ lệ 75,28% số phiếu.

## Xuất thân
Đỗ Văn Bình sinh ngày 17 tháng 11 năm 1965 quê quán ở phường Đằng Hải, quận Hải An, TP Hải Phòng.

## Giáo dục
- Giáo dục phổ thông: 10/10
- Đại học An ninh
- Đại học Ngoại thương
- Cao cấp lí luận chính trị

## Sự nghiệp
Ông gia nhập Đảng Cộng sản Việt Nam vào ngày 16/12/1994.
Tháng 5 năm 2016, ông là Phó Bí thư Đảng ủy, Phó Giám đốc Sở, Chủ tịch Công đoàn Sở Lao động-Thương binh và Xã hội thành phố Hải Phòng.
Sáng ngày 04 tháng 11 năm 2020, UBND TP Hải Phòng tổ chức Hội nghị công bố các quyết định của Chủ tịch UBND thành phố về công tác cán bộ. Ông Đỗ Văn Bình, Phó Giám đốc Sở Lao động Thương binh và Xã hội, được bổ nhiệm giữ chức Giám đốc sở này, thay ông Nguyễn Bách Phái.
Ông hiện là Giám đốc Sở Lao động-Thương binh và Xã hội thành phố Hải Phòng, Ủy viên Ủy ban Về các vấn đề xã hội.
Ông đang làm việc ở Sở Lao động-Thương binh và Xã hội thành phố Hải Phòng.